# East West Bank Classic 1999 - Doppio
Il doppio del torneo di tennis East West Bank Classic 1999, facente parte del WTA Tour 1999, ha avuto come vincitrici Larisa Neiland e Arantxa Sánchez Vicario che hanno battuto in finale Lisa Raymond e Rennae Stubbs con il punteggio di 6–2, 6(5)–7, 6–0.

## Teste di serie
1. Alexandra Fusai /  Nathalie Tauziat (primo turno)
2. Elena Lichovceva /  Ai Sugiyama (primo turno)

1. Lisa Raymond /  Rennae Stubbs (finale)
2. Assente

## Tabellone

### Legenda
| - Q = Qualificato - WC = Wild card - LL = Lucky loser | - ALT = Alternate - SE = Special Exempt - PR = Protected Ranking | - w/o = Walkover - r = Ritirato - d = Squalificato |